# Itodacne novicornis
Itodacne novicornis är en skalbaggsart som beskrevs av Van Zwaluwenburg 1926. Itodacne novicornis ingår i släktet Itodacne och familjen knäppare. Inga underarter finns listade i Catalogue of Life.